# Sometimes I Sit and Think, and Sometimes I Just Sit
Sometimes I Sit and Think, and Sometimes I Just Sit é o primeiro álbum de estúdio da cantora australiana de indie rock Courtney Barnett, lançado em 20 de março de 2015. O álbum recebeu grande aclamação e foi classificado como um dos melhores álbuns de 2015 por inúmeras publicações.

## Gravações
Depois de tocar com várias bandas em Melbourne, Courtney Barnett usou dinheiro emprestado de sua avó para iniciar sua própria gravadora Milk! Records e lançou seu primeiro EP, I've Got a Friend Called Emily Ferris (2012). Após esse lançamento, Barnett assinou com a Marathon Artists (através de seu selo House Anxiety). Em agosto de 2013, Marathon Artists lançou The Double EP: A Sea of Split Peas dando sequência ao o primeiro EP How To Carve A Carrot into a Rose. O Double EP trouxe aclamação da crítica internacional para Barnett, com o single principal, "Avant Gardener", nomeado na lista de 2013 da Pitchfork entre as melhores canções do ano. How To Carve A Carrot foi lançado em edição limitada pela Milk! Records como um EP autônomo em outubro de 2013. Em 2014, Marathon Artists fez parceria com Mom + Pop Music para o lançamento do The Double EP nos EUA.
Barnett passou um ano escrevendo músicas para seu álbum, mas só as mostrou para sua banda uma semana antes de serem gravadas para capturar um som "fresco". A música "Pedestrian at Best" foi escrita "no último minuto" e a versão gravada foi a primeira vez que Barnett cantou as palavras em voz alta. O álbum foi gravado em grande parte durante oito dias em Melbourne em abril de 2014, mas o lançamento foi adiado devido a compromissos de turnê. Algumas cópias promocionais iniciais foram distribuídas na Europa em meados de dezembro de 2014, e Barnett revelou o álbum no festival de música South by Southwest de 2015 em março e então embarcou em uma turnê mundial começando em Paris.
No encarte, Barnett revela que o título do álbum foi inspirado em um pôster pendurado no banheiro de sua avó. Ele também é usado como parte da letra da música escondida/bônus "Stair Androids & Valley Um..." (veja a seção Lista de faixas, abaixo). 

## Recepção da crítica
"Sometimes I Sit and Think, and Sometimes I Just Sit" recebeu elogios da crítica especializada. No Metacritic, que atribui uma classificação de 0 a 100 segundo comentários de críticos, o álbum recebeu uma pontuação média de 88, com base em 35 comentários. Em uma crítica para AllMusic, Stephen Thomas Erlewine o chamou de "revigorante", dizendo que o álbum deu um "argumento convincente de que o rock & roll não precisa de reinvenção para viver". Mike Powell, da Pitchfork, concedeu ao álbum o prêmio de "Melhor lançamento", dizendo que "Barnett não tem nada a provar e ela está provando isso". Jamie Milton, da revista DIY, chamou o disco de "excepcional" e disse "não se engane - esta é uma estreia como poucas outras".  Eric R. Danton, avaliando o álbum para a revista Paste, disse que "Sometimes I Sit and Think, and Sometimes I Just Sit foi um dos álbuns mais compulsivamente audíveis a serem lançados até agora este ano."  Everett True escreveu ao The Guardian que o álbum melhora a cada audição porque "já faz um bom tempo que o rock ocidental - com exceção da cena indie feroz e preciosa de Melbourne - lançou uma compositora e letrista tão intrigante, atraente e animadora à terra, Barnett é surreal e morbidamente engraçada"  Para o site Cuepoint, Robert Christgau disse que a música de Barnett tem uma "condução e foco" que não tinha antes, complementada por seu canto apaixonado e um estilo lírico que lembra John Prine e Jens Lekman, mas ainda "tem seu próprio estilo": "Suas músicas são confessionais, descrevem sua vida material e sentimentos conflitantes de forma real e sem romantismo, de modo que as canções se passam em um mundo físico e social habilmente representado."
Em uma crítica menos entusiasmada, Christopher Monk do musicOMH chamou "Sometimes I Sit and Think, and Sometimes I Just Sit" de "um álbum agradável e somente agradável ao invés de um ótimo", escrevendo que "a habilidade de Barnett com as letras supera sua habilidade com a música.. Quando as músicas são divertidas de ouvir, como 'Pedestrian At Best' e 'Debbie Downer', a falta de sofisticação musical do álbum não importa nem um pouco. Mas há muitas composições aqui que parecem mal feitas." A Rolling Stone classificou "Pedestrian at Best" na 4ª colocação em sua lista anual de fim de ano para as "50 Melhores Músicas de 2015"

## Faixas
| N.º            | Título                                                  | Duração |  |
| 1.             | "Elevator Operator"                                     | 3:14    |  |
| 2.             | "Pedestrian at Best"                                    | 3:50    |  |
| 3.             | "An Illustration of Loneliness (Sleepless in New York)" | 3:10    |  |
| 4.             | "Small Poppies"                                         | 7:00    |  |
| 5.             | "Depreston"                                             | 4:52    |  |
| 6.             | "Aqua Profunda!"                                        | 2:00    |  |
| 7.             | "Dead Fox"                                              | 3:33    |  |
| 8.             | "Nobody Really Cares If You Don't Go to the Party"      | 2:46    |  |
| 9.             | "Debbie Downer"                                         | 3:16    |  |
| 10.            | "Kim's Caravan"                                         | 6:46    |  |
| 11.            | "Boxing Day Blues"                                      | 3:02    |  |
| 12.            | "Stair Androids & Valley Um..."                         | 6:33    |  |
| Duração total: | Duração total:                                          | 43:29   |  |

## Ficha técnica
Os créditos são adaptados das notas do encarte de Sometimes I Sit and Think, and Sometimes I Just Sit
Músicos
- Courtney Barnett – guitarra, vocal
- Dave Mudie – bateria, percussão e vocal
- Bones Sloane – baixo e vocal
- Dan Luscombe – guitarra e vocal

Produção
- Courtney Barnett – produção e arte de capa
- Burke Reid – produção, engenheiro de som e mixagem
- Dan Luscombe – produção e mixagem
- Guy Davie – masterização
- Tajette O'Halloran – fotografia